# Bile, Volodîmîreț
Bile (în ucraineană Біле) este localitatea de reședință a comunei Bile din raionul Volodîmîreț, regiunea Rivne, Ucraina.

## Demografie
Componența lingvistică a localității Bile
     Ucraineană (100%)
Conform recensământului din 2001, toată populația localității Bile era vorbitoare de ucraineană (100%).